# Književnost u 1877.
◄◄ | ◄ | 1874. | 1875. | 1876. | 1877.  | 1878. | 1879. | 1880. | ► | ►►
Arhitektura • Astronomija • Biologija • Film • Fotografija • Glazba • Kazalište • Kemija • Kiparstvo • Knjige • Književnost • Kršćanstvo • Meteorologija • Medicina • Planinarstvo • Politika • Pravo • Promet • Slikarstvo • Šport • Znanost • Željeznički promet
Književnost u 1877.

## Svijet

### Književna djela
- Podzemni grad Julesa Vernea
- Putovanje na kometu Julesa Vernea

### Rođenja
- 2. srpnja – Hermann Hesse, njemački književnik († 1962.)

## Hrvatska i u Hrvata

### Književna djela
- Seljačka buna Augusta Šenoe

## Vanjske poveznice
|  | Zajednički poslužitelj ima još gradiva o temi Književnost u 1877. |